# Дом Тарасова
Дом Г. А. Тара́сова в Москве по адресу улица Спиридоновка, дом 30/1 — городская усадьба, спроектированная в 1909 году и построенная в 1909—1912 годы И. В. Жолтовским при участии И. И. Нивинского, Е. Е. Лансере и В. П. Трофимова (росписи интерьеров). Памятник архитектуры, объект культурного наследия, первая завершённая работа Жолтовского в духе итальянского Ренессанса, которому архитектор следовал до конца жизни.

## История усадьбы
Заказчик постройки — «екатеринославский купец» Гавриил Асланович Тарасов, совладелец базировавшегося в «Боярском дворе» (современная Старая площадь) «Товарищества мануфактур братьев Тарасовых». Г. А. Тарасов принадлежал ко второму поколению московских армян-миллионеров, перебравшихся в столицу после начала столкновений на Кавказе. Печально известный театрал и меценат Николай Тарасов приходился ему племянником. В 1907 году Г. А. Тарасов приобрёл обширный участок земли на углу Спиридоновки и Большого Патриаршего переулка; единственный деревянный дом на этом участке стоял по красной линии Спиридоновки.
По первому проекту, автор которого неизвестен, дом Тарасова проектировался в привычных классических формах. Жолтовский, получив от заказчика полную свободу в выборе стиля и формы, отказался от следования московским традициям, и выстроил усадьбу Тарасова — комплекс домов, занявший всё пространство участка — в стилистике итальянского Ренессанса. Формы уличных фасадов Жолтовский заимствовал у палладианского палаццо Тьене. Росписи интерьеров в стилях Пинтуриккьо, Тинторетто, Тициана и Джулио Романо в основном выполнил постоянный сотрудник Жолтовского И. И. Нивинский, фриз и плафон большого зала расписал Е. Е. Лансере. Имя заказчика увековечено латинской надписью на межэтажной тяге: «GABRIELUS TARASSOF FECIT ANNO DOMINI…» («Габриэль Тарасов сделал лета Господня…»), цифры с годом постройки утрачены.
В 1911 году, когда работы ещё не были завершены, Г. А. Тарасов скончался. Власти города предъявили сыновьям покойного огромный счёт по налогу на наследство, мотивировав его как богатством внутренней отделки, так и множеством рецензий на постройку Жолтовского в профессиональной прессе. Георгий и Саркис Тарасовы пытались торговаться: «Постройки нашего владения, правда, могут быть отнесены некоторым образом к богатым, но это богатство условно, конечно, постройка будет богатой, если она сложена из дикого камня, гранита, но та же постройка, сложенная из простого кирпича, которому посредством бетона придан вид глыб дикого камня, будет иметь уже другой характер, то есть не богатый… Внутренняя отделка этих особняков также обычная, исключая плафона потолка расписанного художником, но и эта отделка совсем не так уж и дорога, что мы можем подтвердить счетами». Городская управа настояла на своём, и Тарасовым пришлось платить полную сумму.
После Октябрьской революции здание было национализировано. В 1918-1921 годах в нем размещался Народный комиссариат по иностранным делам РСФСР, в 1921-1923 годах – Американская администрация помощи (American Relief Administration), до 1934 года – Верховный суд СССР. В 1934 году, после возведения польской дипломатической миссии в ранг посольства, в дом Тарасова въехало посольство Польши. 17 сентября 1939 года власти СССР лишили аккредитации сотрудников посольства, которые покинули Москву 9 октября. Впоследствии в его стенах разместилась немецкая военная миссия. В послевоенные годы здание сново занимало посольство Польши. С 1979 года в доме располагается Институт Африки Российской Академии наук. Все арендаторы понемногу «обогатили» убранство дома следами своего присутствия (гербы, таблички, вмурованный в несущую стену сейф), но в целом интерьеры и уличные фасады пережили XX век без больших утрат. Парадный въезд был заложен (объём проезда с его сводами и колоннадами стал библиотекой института), открытая лоджия-терраса над проездом застроена в два этажа с сохранением прежнего четырёхколонного портика.

## Архитектура
Усадьба Тарасова — не отдельно стоящий дом, но комплекс зданий, образующий асимметричное замкнутое каре вокруг зелёного внутреннего дворика c фонтаном. Асимметрия, разновеликость выходящих на внутренний двор построек создаёт образ итальянского дворика, сформированного наслоениями разных эпох. Главный дом в два высоких этажа выходит коротким, парадным фасадом на Спиридоновку, а длинным — на Большой Патриарший переулок. Единственный вход с улицы расположен в дальнем от перекрёстка углу по Большому Патриаршему. С двух других сторон каре замыкается невысокими служебными корпусами по образцу ренессансных итальянских палаццо. В XXI веке оба уличных фасада представляются единым, монолитным корпусом, но по замыслу архитектора и заказчика они были построены как два независимых корпуса, две роскошные квартиры под общей кровлей. На уровне улицы и первого этажа два корпуса разделял широкий, в три арочных пролёта, проезд во внутренний дворик; на противоположной стороне дворика ось проезда продолжали арки, прорезанные в корпусе служб. Сложное сводчатое перекрытие над главным проездом поддерживали четыре пилона и восемь колонн в два ряда; над перекрытием, на уровне второго этажа, были устроены просторная открытая терраса и закрытая зала, служившая связью между двумя корпусами. Впоследствии из-за постоянных протечек террасы на её месте возвели двухэтажный объём, зрительно объединивший два корпуса. На месте бывшего проезда была устроена тёплая зала с колоннами, в которой ныне располагается институтская библиотека. Интерьеры жилой части дома, в целом сохранившиеся, решены в простых, крупных, «итальянских» формах. В основе всех интерьеров — контраст гладких, светлых стен и богато декорированных потолков с глубокими кессонами и живописными плафонами.
Строго симметричный, лишённый входных дверей фасад по Спиридоновке практически буквально воспроизводит рисунок фасада палаццо Тьене, выстроенного Андреа Палладио в Виченце в 1542—1553 годы. Единственное изменение копии относительно прототипа — увеличенная высота первого этажа. Следуя пропорциям венецианского Дворца дожей, Жолтовский сделал первый этаж на 1/13 более высоким, чем второй — таким образом верхний этаж воспринимается облегчённым относительно массивного первого этажа. Как и почему Жолтовский выбрал за образец фасадов палаццо Тьене — осталось неизвестным. Из множества построек Палладио в Виченце палаццо Тьене — «наименее палладианское по стилю здание», тяготеющее скорее к архитектуре Рима и Мантуи (вероятно, Палладио строил палаццо Тьене под влиянием работ Джулио Романо из Мантуи). Копирование европейского оригинала, само по себе, было для Москвы чуждо и непривычно: московские архитекторы предреволюционных лет опирались не на европейское наследие Ренессанса, а на проверенные петербуржской практикой неоренессансные адаптации М. М. Перетятковича и М. С. Лялевича.
Историк архитектуры, биограф Жолтовского С. О. Хан-Магомедов назвал дом Тарасова «одним из самых загадочных произведений Жолтовского, а может быть и всей архитектуры XX века. Загадка состоит в том, что сорокалетний архитектор, давно освоивший профессиональные приемы проектной разработки сооружений различного назначения, вдруг почему-то отбрасывает весь накопленный им опыт проектирования и начинает свою профессионализацию практически с самого начала, то есть с нуля». Буквальное повторение фасадов палаццо Тьене («снизу Жолтовский добавил два ряда камней. И все!») граничило с плагиатом, а по мнению идеологов конструктивизма — идейных врагов Жолтовского — и было плагиатом. С другой стороны — в среде товарищей по цеху, архитекторов-практиков, «опус Жолтовского вызвал в своё время всеобщее недоумение», но обвинений в плагиате Жолтовскому никто не предъявлял. Напротив, архитекторы XX века признали дом Тарасова полноценной авторской работой. По мнению Хан-Магомедова, дело было в творческом методе Жолтовского: для создания новых, безусловно собственных работ ему было необходимо «полностью погрузиться в осваиваемую [чужую] концепцию формы и ощутить её как свою». Собственную линию в архитектуре Жолтовский нащупал, лишь пройдя череду повторов и вариаций на тему итальянских оригиналов.

### Фотографии интерьеров дома
- Бывший Малый зал приёмов
- Потолок бывшего Малого зала приёмов с фресками работы Лансере
- Бывший Большой зал приёмов
- Потолок Синего зала
- Библиотека Института Африки РАН, расположенная в бывшей проездной арке
- Потолок над парадной лестницей
- Холл первого этажа бывшей жилой части дома
- Потолок холла первого этажа бывшей жилой части дома, расписанный Нивинским